# Mê Pu
Mê Pu là một xã thuộc huyện Đức Linh, tỉnh Bình Thuận, Việt Nam.
Xã Mê Pu có diện tích 64,61 km², dân số năm 1999 là 12.309 người, mật độ dân số đạt 191 người/km².